# Stegen (Übersee)
Stegen ist einer von 36 Ortsteilen im Luftkurort Übersee. 

## Geografie

### Geografische Lage
Stegen liegt im Südosten der Gemeinde Übersee. Der Ortsteil befindet sich nahe der St2096 und der Tiroler Ache. Die Höhe beträgt 527 Meter.

## Geschichte
Das bayerische Urkataster zeigt Stegen in den 1810er Jahren als einen Weiler mit drei Herdstellen und drei Weiher. Im Jahr 1885 erreichte die Bahnstrecke Übersee–Marquartstein den Ort, ohne dass es dort einen Halt gab.

## Wirtschaft
In Stegen gibt es einen Baumaschinenverleih, eine Druckerei und eine Kfz-Werkstatt. Ferner wird auch Landwirtschaft betrieben. 

## Tourismus
Ein Stellplatz befindet sich im Süden von Stegen und bietet Platz für ca. 50 Wohnmobile. Außerdem fand bis 2017 der Chiemsee Summer in der Nähe statt, was oft auch Stegen beeinflusste.